# Васил Чоланчевски
Васил Христов Чоланчевски или Чоланчев е български революционер, рекански деец на Вътрешната македоно-одринска революционна организация.

## Биография
Роден е в реканската паланка Галичник, тогава в Османската империя. Произхожда от една от най-богатите фамилии в Галичник. Притежава големи стада с овце.
Влиза във ВМОРО и в 1902 година е избран за член-съветник на околийския комитет на организацията в Галичник. След Хуриета, през май 1909 година отказва да плаща на дерудеджии.
В 1919 година спасява от смърт дееца на ВМОРО Васил Икономов.